# گولیامو بوکووو
گولیامو بوکووو (به بلغاری: Golyamo Bukovo) یک منطقهٔ مسکونی در بلغارستان است که در استان بورگاس واقع شده‌است.